# Minas do Leão
Pour les articles homonymes, voir Leão et Minas.
Minas do Leão est une ville brésilienne de la mésorégion métropolitaine de Porto Alegre, capitale de l'État du Rio Grande do Sul, faisant partie de la microrégion de São Jerônimo et située à 89 km à l'ouest de Porto Alegre. Elle se situe à une latitude de 30° 07′ 39″ sud et à une longitude de 52° 02′ 55″ ouest, à 64 m d'altitude. Sa population était estimée à 7 728 en 2007, pour une superficie de 424 km2. L'accès s'y fait par la BR-290.
L'origine du nom remonte à l'époque où la région étaient occupée par d'immenses fazendas où paissait le bétail. Les fréquentes attaques de lions (leão, pl. leões, en portugais) Firent nommer l'endroit "Fazenda do Leão", qui se transforma en "Minas do Leão" quand fut plus tard exploité le charbon (mina = "mine").
L'histoire du peuplement de Minas do Leão est liée à l'exploitation du charbon, avant même d'être municipalité, à la fin du XIXe siècle. Le lieu était cependant connu depuis 1795, découvert par un soldat portugais qui trouva le minerai affleurant le sol. Sa présence fut confirmée par l'ingénieur anglais James Johnson, vers 1850. Cette activité reste la principale de la commune dont deux champs carbonifères restent en exploitation par la Companhia Rio Grandense de Mineração (Compagnie riograndense d'exploitation minière), Leão I et Leão II. 
Le puits P1 de Leão I fut ouvert en 1963, avec une profondeur de 125 m. Les coûts de production trop élevés le firent fermer en 2002. Actuellement, seule la mine à ciel ouvert de Boa Vista est en activité. Leão II a reçu un investissement de l'ordre de 70 millions de dollars dans les années 1980. Elle se compose de deux tunnels d'accès aux gisements de charbon, de 6 km de galeries, d'un puits de ventilation de 220 m de profondeur et de 10 000 m2 de bâtiments. Leão II est exploitée depuis 2002 en partenariat avec la compagnie Carbonífera Criciúma S.A. pour une durée de 30 ans.

## Villes voisines
- Vale Verde
- General Câmara
- Butiá
- Rio Pardo